# Johannesburgstadion
Het Johannesburgstadion is een multifunctioneel stadion in Johannesburg, een stad in Zuid-Afrika.
Het stadion voor allerlei evenementen worden gebruikt. Behalve voetbal onder andere ook voor atletiekwedstrijden, festivals en concerten.
Verschillende voetbalclubs maken gebruik van dit stadion voor trainingen. De Atletiekbond organiseerde in 1998 de IAAF wereldkampioenschappen atletiek.
In het stadion is plaats voor 37.500 toeschouwers. Het stadion werd geopend in 1992.